# Ermioneo
Ermioneo (VI secolo a.C.; fl. VI secolo a.C.) fu uno dei Sapienti greci.
È noto unicamente per essere citato da Diogene Laerzio che, nella sua Vita dei filosofi (I, 42), riporta l'elenco di 17 Sapienti greci fatto da Ermippo di Smirne, comprendente anche Ermioneo, del quale null'altro si sa.